# Produktywność wieloczynnikowa
Produktywność wieloczynnikowa – wskaźnik mierzący zmianę wielkości produkcji przypadający na jednostkę danego zestawu czynników produkcji. W skład tych czynników może wchodzić technologia, efekty skali, zdolności menedżerskie czy też zmiany w organizacji produkcji.
Wskaźnik ten jest bardziej wszechstronny niż wydajność pracy i znajduje szersze zastosowanie, ponieważ uwzględnia różne kombinacje czynników produkcji – pracy, ziemi i kapitału.